# Феджет
Феджет (рум. Făget) — місто у повіті Тіміш в Румунії. 
Адміністративно місту підпорядковані такі села (дані про населення за 2002 рік):
- Бегею-Мік (337 осіб)
- Бетешть (503 особи)
- Бренешть (575 осіб)
- Буня-Маре (315 осіб)
- Буня-Міке
- Бікіджі (551 особа)
- Жупинешть (217 осіб)
- Колонія-Міке (202 особи)
- Повирджина (194 особи)
- Темерешть (560 осіб)

Місто розташоване на відстані 345 км на північний захід від Бухареста, 73 км на схід від Тімішоари.

## Населення
За даними перепису населення 2002 року у місті проживали 7213 осіб.
Національний склад населення міста:
| Національність | Кількість осіб | Відсоток |
| -------------- | -------------- | -------- |
| румуни         | 6589           | 91,3%    |
| угорці         | 335            | 4,6%     |
| українці       | 203            | 2,8%     |
| німці          | 62             | 0,9%     |
| цигани         | 14             | 0,2%     |
| італійці       | 4              | 0,1%     |
| серби          | 2              | < 0,1%   |
| словаки        | 1              | < 0,1%   |
| чехи           | 1              | < 0,1%   |

Рідною мовою назвали:
| Мова       | Кількість осіб | Відсоток |
| ---------- | -------------- | -------- |
| румунська  | 6657           | 92,3%    |
| угорська   | 309            | 4,3%     |
| українська | 184            | 2,6%     |
| німецька   | 53             | 0,7%     |
| італійська | 4              | 0,1%     |
| циганська  | 3              | < 0,1%   |
| сербська   | 1              | < 0,1%   |
| словацька  | 1              | < 0,1%   |

Склад населення міста за віросповіданням:
| Релігія            | Кількість осіб | Відсоток |
| ------------------ | -------------- | -------- |
| православні        | 5288           | 73,3%    |
| п'ятдесятники      | 986            | 13,7%    |
| римо-католики      | 376            | 5,2%     |
| баптисти           | 234            | 3,2%     |
| адвентисти         | 166            | 2,3%     |
| реформати          | 128            | 1,8%     |
| греко-католики     | 8              | 0,1%     |
| бретрени           | 8              | 0,1%     |
| атеїсти            | 2              | < 0,1%   |
| унітарії           | 1              | < 0,1%   |
| не релігійні       | 1              | < 0,1%   |
| не вказали релігію | 13             | 0,2%     |

## Відомі особистості
В поселенні народився:
- Йон Біану (1856-1935) — румунський вчений, лінгвіст, бібліограф.

## Зовнішні посилання
- Дані про місто Феджет на сайті Ghidul Primăriilor